# Henryk Silberstein
Henryk Silberstein (ur. 1858 w Warszawie, zm. 9 lipca 1890 w Gleichenbergu) – polski chemik.

## Życiorys
Po ukończeniu warszawskiego II Gimnazjum w 1876 roku studiował chemię na Politechnice w Dreźnie, gdzie był uczniem Schmitta. Na Uniwersytecie w Tybindze przez rok studiował pod kierunkiem Lothara Meyera, uzyskał w 1882 roku tytuł doktora filozofii. Przez kilka lat dzięki zapomodze z Kasy im. Mianowskiego pracował na Uniwersytecie w Bernie u Marcelego Nenckiego, a także w Zurychu. W 1884 roku powrócił do Warszawy, pracował naukowo w pracowni chemicznej Cesarskiego Uniwersytetu Warszawskiego. Popularyzował nauki przyrodnicze na łamach „Wszechświata”, „Przeglądu Tygodniowego”, „Prawdy”. Poza kilkoma pracami naukowymi opublikował, wspólnie z siostrą Rozalią Nusbaum, tłumaczenie wykładu fizyki Amédée Guillemina Siły przyrody. Zmarł na „porażenie mózgu i atak serca” w uzdrowisku Gleichenberg, został pochowany na cmentarzu żydowskim w Trautmannsdorf.

## Wybrane prace
- Ueber Diazoderivate des symmetrischen Tribromanilins und deren Umsetzungsproducte. Dresden: B.G. Teubner, 1882
- Zur Kenntnis der Betaine. „Berichte der Deutschen Chemischen Gesellschaft” 17 (16), s. 2660–2665, 1886 DOI:10.1002/cber.188401702207
- Synteza alkaloidów. „Kosmos”, 1886[1]
- Hemilian V., Silberstein H. Ueber Triphenylamidomethane. „Berichte der Deutschen Chemischen Gesellschaft” 17 (6), s. 741–752, 1884 DOI:10.1002/cber.188401701201
- Geneza pierwiastków chemicznych. „Wszechświat” 6, s. 105–108, 1887
- Związek zjawisk w naturze i przestrzeni. II. Hypotezy o naturze ciążenia. „Prawda” 10 (24), 281–282, 1890